# Amata posticeprivata
Amata posticeprivata är en fjärilsart som beskrevs av Hermann Stauder 1921. Amata posticeprivata ingår i släktet Amata och familjen björnspinnare. Inga underarter finns listade i Catalogue of Life.